# 漢民祠
- 八里漢民祠，位於臺灣新北市八里區。
- 清水漢民祠，位於臺灣臺中市清水區。